# Juan Funes
Juan Gilberto Funes Baldovino (San Luis, 8 marzo 1963 – Buenos Aires, 11 gennaio 1992) è stato un calciatore argentino, di ruolo attaccante.

## Caratteristiche tecniche
Giocava attaccante, ricoprendo il ruolo di centravanti. Le sue principali caratteristiche erano la forza fisica, la potenza nel tiro (effettuato in prevalenza con il piede sinistro) e la personalità in campo. Héctor Veira, suo ex allenatore, sottolineò la sua velocità e la sua efficacia nel contropiede.

## Carriera

### Club
Nato nella capitale della Provincia di San Luis, Funes iniziò a giocare a livello professionistico con l'Huracán, compagine di tale città. Nel 1982 passò al Sarmiento di Junín, e successivamente militò in Villa Mercedes e Jorge Newbery. Ebbe la prima opportunità di giocare in Primera División con il Gimnasia y Esgrima di Mendoza, con cui disputò per due volte il Campionato Nacional: 1983 e 1984. Nella prima segnò 2 reti in 5 gare, mentre nella seconda marcò 6 volte in 8 partite; in seguito scelse di espatriare, firmando per i colombiani del Millonarios di Bogotà. Militò tre stagioni nel Fútbol Profesional Colombiano (1984, 1985, 1986), mantenendo una buona media gol (55 in 81 presenze). Il River Plate lo acquistò nel 1986, e Funes rimase nella rosa del club di Buenos Aires per due annate, vincendo anche la Coppa Libertadores 1986; in questo torneo Funes risultò decisivo, grazie ai due gol segnati nel doppio incontro contro l'América de Cali. Nel 1988 andò in Grecia, all'Olympiakos, dopo essere stato rifiutato dai francesi del Nizza dopo le visite mediche. Con la squadra del Pireo rimase una stagione, e successivamente tornò in Argentina, al Velez, dove concluse precocemente la carriera per via delle cattive condizioni di salute; morì di arresto cardiaco l'11 gennaio 1992.

### Nazionale
Il 10 giugno 1987 debuttò con la Nazionale maggiore; fu poi convocato per la Copa América 1987. In questa manifestazione, scese in campo per la prima volta il 9 luglio, sostituendo José Percudani al 45º minuto della sfida con l'Uruguay; lo stesso accadde l'11 luglio contro la Colombia.

## Palmarès

### Club

#### Competizioni internazionali
- Coppa Libertadores: 1

River Plate: 1986
- Coppa Intercontinentale: 1

River Plate: 1986
- Coppa Interamericana: 1

River Plate: 1986